# Ana Chávarri
Ana Chávarri Ruiz (Madrid, 24 de junio de 1977) es una actriz española.

## Biografía
Su trayectoria artística se inicia con tan sólo seis años de edad cuando comienza a actuar como modelo publicitaria.
Sin embargo, comienza a hacerse más popular cuando en 1990 es seleccionada por Telecinco para copresentar el programa infantil Vip Guay, junto a Emilio Aragón.
Ana y Raquel Carrillo, su compañera en las labores de apoyo a Aragón permanecen en el programa durante una temporada. Un año después, Antena 3 ofrece a ambas niñas ponerse al frente de La merienda, el espacio que hasta ese momento presentaban Miliki y Rita Irasema quienes, a su vez, eran contratados por Telecinco.
Primero con Raquel Carrillo y más tarde con Miguel Puga, Chávarri permanece tres temporadas en el programa, lo que incrementa aún más su popularidad especialmente entre el público infantil.
En 1992 participó como "Laura" en el décimo séptimo capítulo de "Farmacia de Guardia".
En 1994, tras la cancelación de La Merienda, presentó, con Fofito y Rody Aragón, en la misma cadena el espacio Tras 3 tris, igualmente destinado a los más pequeños.
Convertida en una de las presentadoras estrella de Antena 3, la cadena le brinda la posibilidad de dar sus primeros pasos como actriz, participando en el reparto de la serie Quién da la vez, protagonizada por José Sacristán y Beatriz Carvajal.
Su trayectoria posterior condujo, precisamente, a su definitiva profesionalización como actriz, hasta obtener la Licenciatura Arte Dramático por la Real Escuela Superior de Arte Dramático de Madrid.
Tras presentar el programa Megatrix entre 1995 y 2001, se ha volcado en su carrera como actriz, participando en la película Di que sí (2004), de Juan Calvo, varios cortometrajes y numerosas representaciones teatrales desde 2002.
En el verano de 2007 regresa a la pequeña pantalla para presentar junto a Naím Thomas y Beatriz Jarrín el espacio de karaoke Plaza Mayor en la televisión autonómica de Madrid Onda 6.
Es además autora de los libros Qué hacer con tu paga (1993), A tu bola (2002) y Volver A Soñar (2004).
En 2009 empieza su pequeño proyecto como cantante del grupo Tan solo dos.
Tras dejar la interpretación, trabaja como profesora en un barrio de Madrid.